# Moshe Atzmon
Moshe Atzmon (hebräisch משה עצמון; * 30. Juli 1931 in Budapest; ursprünglich Móse Grószberger) ist ein israelischer Dirigent.

## Leben
Moshe Atzmon begann seine musikalische Ausbildung in Budapest. Als er 13 Jahre alt war, wanderten seine Eltern nach Israel aus. In Tel Aviv und Jerusalem studierte er Cello und Horn. Zusätzlich absolvierte er seine Dirigentenausbildung. Weitere Studien folgten in London.
1963 erhielt er den 2. Preis bei der Dimitri Mitropoulos International Music Competition in New York. Später war er Gastdirigent bei den großen philharmonischen Orchestern in Berlin, München und Wien. Von 1971 bis 1976 war er in Nachfolge von Hans Schmidt-Isserstedt Chefdirigent des NDR Sinfonieorchesters.
1967–1971 war er Chefdirigent des Sydney Symphony Orchestra, 1972–1986 beim Sinfonieorchester Basel. Von 1978 bis 1983 war er außerdem Chef des Tokyo Metropolitan Symphony Orchestra. Moshe Atzmon ist aber nicht nur als Dirigent sinfonischer Musik, sondern auch als Operndirigent bekannt. Von 1991 bis 1994 war er Generalmusikdirektor der Dortmunder Philharmoniker und dort auch für die Oper tätig.